# Nervo genitofemorale
Il nervo genitofemorale è un nervo misto che origina dal ramo anteriore del 2° nervo lombare del plesso lombare e comprende fibre provenienti da L1 e L2.

## Territorio di innervazione
La componente muscolare innerva il muscolo cremastere; la parte cutanea innerva la cute dei genitali esterni e della parte anterosuperiore della coscia.

## Decorso
Dopo la sua origine, il nervo emerge sulla faccia anteriore del grande psoas e decorre verso il basso parallelamente all'uretere, lateralmente all'iliaca comune e poi all'iliaca esterna. A livello del legamento inguinale si divide nei suoi rami terminali: un ramo genitale e uno femorale.

### Ramo genitale
Il ramo genitale è misto. Entra nel canale inguinale, dove nel maschio innerva il muscolo cremastere, e raggiunge la cute dei genitali esterni (scroto nel maschio e grandi labbra nella femmina). È responsabile del riflesso cremasterico.

### Ramo femorale
Il ramo femorale è esclusivamente cutaneo. Costeggia l'iliaca esterna, con la quale attraversa la lacuna dei vasi al di sotto del legamento inguinale, e raggiunge il triangolo femorale di Scarpa, dove perfora la fascia cribrosa e va a innervare la cute anterosuperiore della coscia.